# Israel Chamber Orchestra
La Israel Chamber Orchestra (abbreviazione ICO, In ebreo: התזמורת הקאמרית הישראלית), è un'orchestra israeliana con sede a Tel Aviv-Jaffa. I finanziamenti principali provengono dal Ministero Israeliano della Pubblica Istruzione e dal Comune di Tel Aviv Jaffa.
Gary Bertini fondò l'orchestra nel 1965 e fu il primo direttore artistico, per 10 anni. La prima apparizione negli USA della ICO fu a New York nel 1969. Luciano Berio è stato direttore artistico della ICO nel 1975. Rudolf Barshai ha guidato la ICO dal 1976 al 1981. Altri leader dell'orchestra furono Uri Segal, Yoav Talmi (1984-1988), e Shlomo Mintz (1989-1993). Philippe Entremont è stato direttore artistico dal 1995 al 1998, ed è ora direttore laureato direttore della ICO.
Noam Sheriff è stato direttore musicale della ICO dal 2002 al 2005. Gil Shohat succedette a Sheriff come direttore artistico e direttore principale dal 2005 al 2008. Nel 2009, Roberto Paternostro fu nominato consulente musicale della ICO ed Elizabeth Wallfisch fu nominata consigliere dell'orchestra per la programmazione barocca. Nel febbraio 2013 Yoav Talmi ritornò alla ICO come suo direttore musicale, ma si dimise nel 2014. Dal 2015 l'orchestra è guidata dal direttore d'orchestra Ariel Zuckermann.
L'ICO ha registrato con etichette come Chandos, Naxos (musica di Alberto Ginastera), MusicMasters, Koch e Teldec (musiche di Schönberg e Tchaikovsky).